# NUKE
NUKE — продукт компанії The Foundry, належить до флагманів програм для композитингу. Програма застосовується для редагування відеороликів або черги зображень (секвенцій). Застосовується при обробці, накладенні ефектів, фінальній збірці та іншого знятого фото, відео та кіноматеріалу, при створенні рекламних роликів, мультфільмів, кінофільмів, а також для інших завдань. Продукт є явним представником нодової архітектури, що пояснює його зрозумілість і логічність при роботі з великомасштабними проектами.
Програма підтримує можливість модернізації та створення власних плагінів (модулів) за допомогою вбудованого Tcl та C++, а з 5 версії програми з'явилася підтримка мови Python. З версії 5.1 підтримується 64-бітна архітектура.

## Історія створення
Спочатку продукт створювався, як внутрішня розробка компанії Digital Domain в підрозділі d2software. Але з версії 4.7 програма була куплена компанією The Foundry, яка спеціалізувалася на розробці плагінів, фільтрів Keylight, Furnace, Tinder та ін. для таких програм композитингу, як Apple Shake, Eyeon Fusion, Autodesk Toxik, Adobe After Effects.